# ReinXeed

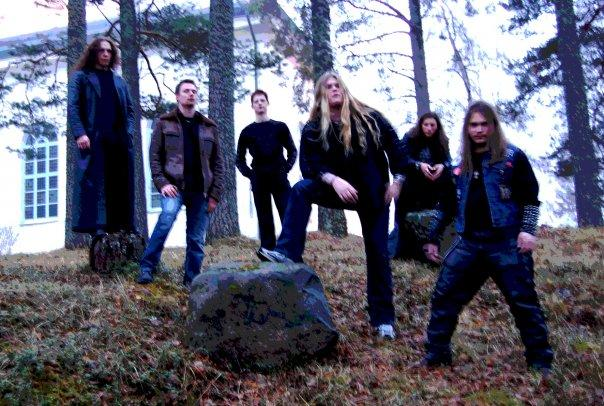
Integrantes de ReinXeed.

ReinXeed es una banda de power metal melódico/sinfónico fundado en el año 2004, en Boden (Suecia), por el vocalista Tommy Johansson. Las principales influencias de la  banda son Helloween, Stratovarius, Angra y Rhapsody of Fire entre otras.
ReinXeed y su Cambio de nombre a Majestica
En una entrevista Tommy aclara y cuenta los motivos por el cual llegó a cambiar el nombre.
Es la misma banda que antes se llamaba REINXEED, no hay diferencias entre ellas. Cambiamos el nombre por unas cuantas razones, una de ellas es porque nuestro antiguo sello tenía los DERECHOS del nombre y tuvimos problemas con el sello al cambiar a Nuclear Blast y no nos quedó otro remedio que cambiar el nombre  y fue como comenzar de nuevo. La última vez que tocamos, la última cosa que hicimos con REINXEED fue… teníamos problemas con nuestro batería, también con el sello, intentamos solucionarlos muchas veces pero muchas veces tienes que avanzar en tu vida y olvidar las cosas malas que han pasado y pensamos que esto es lo que había que hacer, cambiar el nombre, acercarse… no cambiar la música, aun tocamos la misma música que hacíamos y no pararemos nunca, evidentemente.
Majestica y el comienzo de una nueva era
En Junio de 2019 se lanzó el álbum Above The Sky. En el período previo al lanzamiento del álbum, se pusieron a disposición videos con las letras de las canciones Rising Tide y Night Call Girl.
El mismo día que se lanzó el álbum, también se lanzó un video musical oficial para la canción principal. [11] Con respecto a esa canción en particular, Tommy dice "esa canción es completamente sobre Power Metal. Cómo Power Metal es la mejor música del mundo, y cómo te hace sentir cuando la escuchas. También es un tributo a uno de los mejores canciones del mundo, Eagle Fly Free de Helloween.
En octubre de 2020, se anunció su segundo álbum. "Un álbum de power metal musical navideño titulado "A Christmas Carol". Es puro power metal sinfónico en el verdadero espíritu de Majestica junto con elementos inspirados en Twilight Force, Rhapsody, Alan Silvestri, Danny Elfman y John Williams.
Con respecto a la dirección musical del álbum, agregó: "Una vez más, la gente puede esperar un power metal real, pero esta vez es un poco más sinfónico y épico en comparación con nuestro álbum anterior Above the Sky. En lo que respecta a las partes sinfónicas," lo he llevado un poco más allá e incluí muchos más instrumentos orquestales, incluidas campanas tubulares, glockenspiel y campanas de trineo para realmente conseguir ese sonido navideño

## Miembros Actuales
- Tommy Johansson - voz, guitarras, teclados, bajo y sonidos orquestales
- Petter Hjerpe - guitarra
- Chris David - bajo
- Joel Kollberg -batería

## Antiguos Miembros
- Alexander Oriz - guitarra
- Alfred Fridhagen - batería
- Nic Svensson - bajo
- Christer Viklund - bajo
- Linus Eriksson - bajo & voz
- Viktor Olofsson - batería
- Robin Sjögren - batería
- Björn Brun Edlund - batería
- Erik Forsgren - batería
- Mattias Lindberg - batería
- Mattias Johansson - guitarra y coros
- Calle Sundberg - guitarra y coros
- Kerry Lundberg - guitarra y voz
- Pontus Allebo - guitarra y voz
- Henrik Fellermark - teclados

## Discografía

### Álbumes
- 2008 - The Light
- 2009 - Higher
- 2010 - Majestic
- 2011 - 1912
- 2012 - Welcome To The Theater
- 2013 - A New World

### Sencillos
- 2011 - We Must Go Faster
- 2011 - Terror Has Begun

### Como Majestica
- Above the Sky (2019)
- A Christmas Carol (2020)
- Power Train (2025)